# Казанский монастырь (Кентлин)
Монастырь в честь Казанской иконы Божией Матери или Новое Шамордино (англ. Our Lady of Kazan Convent in Kentlyn) — православный женский монастырь в юрисдикции Австралийско-Новозеландской епархии Русской православной церкви заграницей, расположенный в сиднейском микрорайоне Кентлин, в штате Новый Южный Уэльс в Австралии.

## История
Женский православный монастырь в честь Казанской иконы Божией Матери был основан в микрорайоне Кентлин (в 50 км на юго-запад) в городе Сиднее на участке земли, пожертвованном клириком Петропавловского кафедрального собора Сиднея протодиаконом Петром Гришаевым.
В 1955 году правящий архиерей Австралийско-Новозеландской епархии архиепископ Савва (Раевский) выразил намерение создать в своей епархии мужской и женский монастыри. В день Святого Духа 12 (25) июня 1956 года во Владимирской церкви Сиднея был отслужен молебен и в тот же день епископ Савва в сопровождении иеромонаха Димитрия (Обухова) и протодиакона Петра Гришаева осмотрел будущий монастырский участок, который в тот же день и был передан епархии дарителем. В день Сретения Владимирской Иконы Божией Матери 23 июня (6) июля того же года, был совершен молебен и освящено место для сооружения временных монастырских построек мужской обители в честь Всех Святых. В воскресенье 3 (16) сентября в приспособленном для этого гараже была совершена первая Божественная литургия архиерейским чином, а также освящено место для сооружения главного монастырского здания, в котором должна была разместиться церковь и кельи. Малочисленной братией, состоящей из иеромонаха Димитрия (Обухова), послушников Михаила Сорокина, Алексея Пленина и Иоанна Бойко, началась расчистка монастырского участка. При посредстве трудников был разбит сад, посажен виноградник. Одновременно протоиерей Ростислав Ган в микрорайоне Кабраматта (пригороде Сиднея) вёл работы по созданию первой женской обители, где несколько монахинь, приехавших из Харбина, во главе с монахиней Еленой (Устиновой) временно разместились в старом доме Русского Благотворительного Общества.
Указом Архиерейского Синода Зарубежной Церкви от 9 (22) ноября 1957 года при Покровском храме в Кабраматте была учреждена женская монашеская община, а монахиня Елена утверждена в должности начальницы обители. Другим указом от того же числа монахиня Елена была награждена золотым наперсным крестом. 26 января 1958 года за Литургией в Покровском храме архиепископ Савва возложил на монахиню Елену наперсный крест и совершил чин открытия женского монастыря. Через некоторое время монахини лишились своих помещений в Кабраматте и встал вопрос об их новом размещении.
Ввиду ухода из мужского монастыря двух наиболее ценных для его хозяйственной жизни трудников, там возникли затруднения, а вследствие болезненного состояния иеромонаха Димитрия, ему также пришлось оставить монастырь и просить о назначении на приход в город Брисбен. Духовник обители протоиерей Ростислав Ган обратился с рапортом на имя архиепископа Саввы о возможности предоставления для женской общины помещений мужского Всехсвятского монастыря и переводе оставшейся братии в помещения при Владимирской церкви. Указом архиепископа Саввы от 16 января 1959 года женская община была переведена в Кампбеллтаун и ей усвоен статус монастыря с наименованием «Новое Шамордино», так как одна из сестёр (инокиня Михаила) была постриженницей Оптинских старцев. С переездом монахинь в Кампбеллтаун монашеская жизнь оживилась: начались ежедневные богослужения, были устроены молочная и птицеферма. Особое место было отведено для будущего постоянного храма, где был сооружён высокий деревянный крест на каменном постаменте. Духовником и настоятелем монастырского храма был назначен протоиерей Антоний Галушко.
Художник В. П. Загороднюк вместе со своим зятем В. С. Салтыковым и женой Зинаидой Павловной помог устроить иконостас, написал распятие и выполнил некоторые другие работы по украшению монастырского храма. При въезде в монастырь по проекту В. П. Загороднюка были поставлены высокие деревянные ворота в русском стиле. Строил их престарелый мастер М. В. Артёмов с помощниками. Несколько позже он же построил и звонницу.
Монастырь сыграл значительную роль в размещении русских беженцев из Китая, которые прибыли в Австралию при содействии Епархиального Беженского Комитета. В это время были спешно сооружены три больших барака и несколько вспомогательных зданий. Русская общественность в Австралии живо откликнулась на призыв архиепископа Саввы и десятки машин привозили в монастырь рабочих для выполнения строительных, хозяйственных и полевых работ. После расселения беженцев из монастыря, бараки были переоборудованы в гостиницу для паломников, а позже близ обители были построены небольшие квартиры для пенсионеров, в которых православные пожилые люди могли вблизи храма и монастыря провести свои последние дни. Так возник поселок «Братства Святого Креста», и затем приют для больных и немощных, торжественно открытый 4 августа 1963 года. В 1965 году на расстоянии в несколько сотен метров от монастыря, было начато созидание мужского скита во имя святого Иоанна Предтечи в котором поселились монах Гурий и послушник Михаил Сорокин, который создал Епархиальный свечной завод и мастерские. Именно в них были сделаны паникадило и подсвечники для женского монастыря.

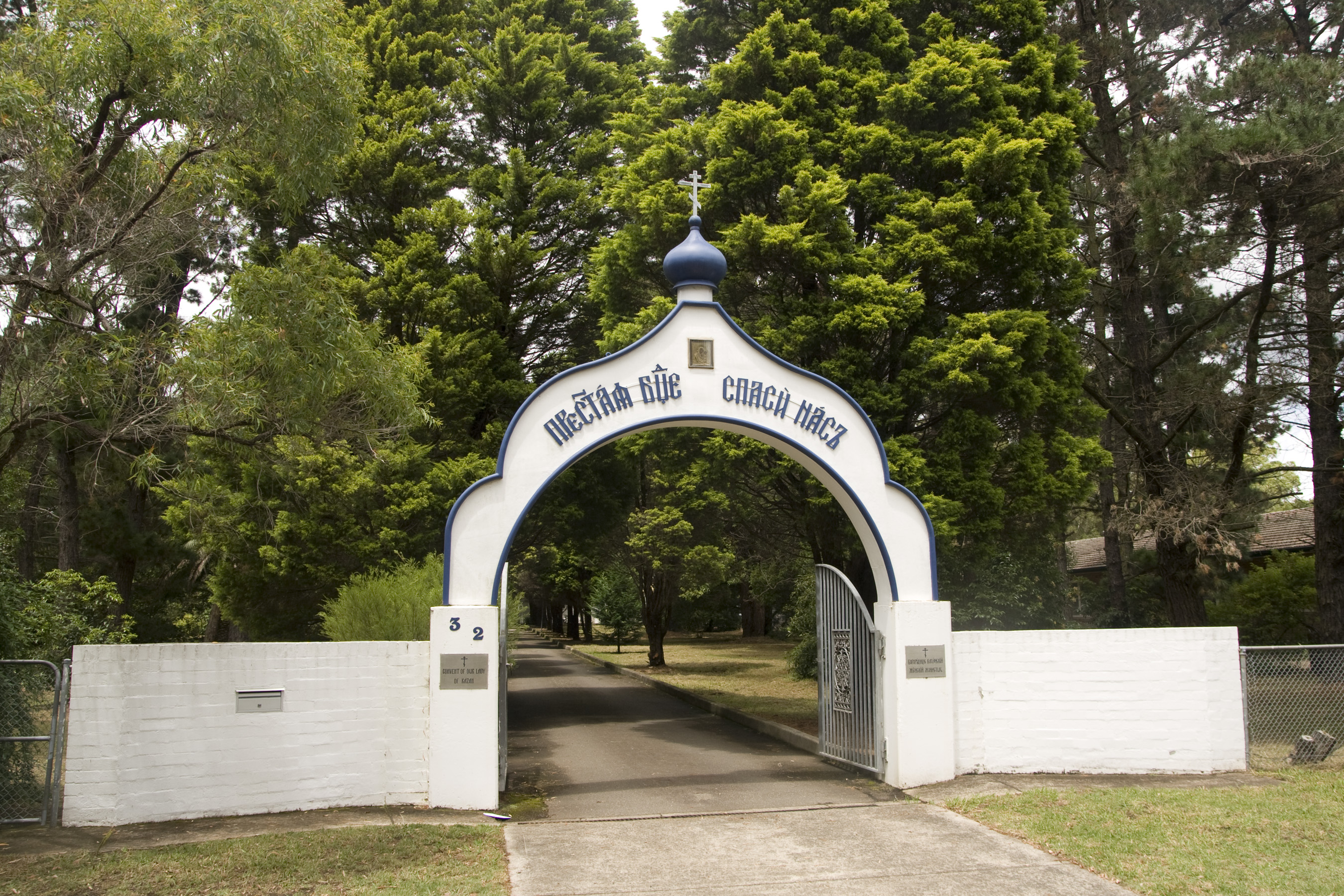
Вход в монастырь

После протоиерея Антония Галушко духовником и настоятелем храма был назначен протоиерей Тимофей Клопов. За все годы существования обители много священнослужителей участвовали в духовной жизни монастыря — протоиерей Ростислав Ган, протоиерей Михаил Клебанский, протоиерей Никита Чемодаков, протоиерей Михаил Константинов, протоиерей Николай Грант, протоиерей Георгий Скринников (из Канады), протоиерей Сергий Окунев, протоиерей Серафим Ган, протоиерей Борис Игнатьевский, священник Владимир Цуканов, иеромонах Косьма (грек), иеромонах Иоаким Росс (австралиец) и иеромонах Евфимий (Саморуков). Многие новорукоположенные священники и диаконы для приобретения богослужебного опыта проходили в монастыре своё служение. Кроме участия в ежедневных богослужениях, сестры обители занимаются выпечкой просфор для большинства сиднейских храмов.

## Современность
В 1984 году в 93-летнем возрасте скончалась игумения Елена (Устинова), а на праздник Живоносного Источника настоятельницей монастыря была назначена монахиня Евпраксия (Пустовалова), которая управляла монастырем в сане игуменьи 22 года. При ней был построен новый кирпичный Казанский храм, освящённый 4 (17) февраля 1990 года митрополитом Восточно-Американским и Нью-Йоркским Виталием (Устиновым). Возведены новый кирпичный монашеский корпус, колокольня, главные ворота с аркой и другие постройки.
С 19 августа 2006 года обителью управляет игуменья Мария (Мирос) (возведена в сан игуменьи в день Казанской иконы Божией Матери 4 ноября 2006 года).

## Настоятельницы
- Елена (Устинова), игуменья (1958 — †5 апреля 1984)
- Евпраксия (Пустовалова), игуменья (1984 — †2006)
- Мария (Мирос), игуменья (с 2006)

## Реквизиты
- Адрес: 32 Smith Street Kentlyn, N.S.W. 2560, Australia
- E-mail: marruscon@hotmail.com
- Тел.: + 61 (0)2 4625-7054